# Кубок обладателей кубков ФИБА 1969/1970
Кубок обладателей кубков 1970 — четвертый розыгрыш второго по значимости турнира, победу в котором одержал итальянский клуб  Парфенопа Наполи, в финале обыгравшая французский  Виши.

## 1 раунд
| Команда #1       | Разница   | Команда #2       | 1 игра | 2 игра |
| ---------------- | --------- | ---------------- | ------ | ------ |
| Стокгольм        | 166 — 228 | Стандарт Льеж    | 79-101 | 90-127 |
| Гиссен           | 166 — 228 | Стяуа Бухарест   | 85-84  | 81-98  |
| Бенфика Лиссабон | 109 — 222 | Парфенопа Наполи | 54-102 | 55-120 |
| Эттелбрук        | 102 — 191 | Виши             | 63-102 | 39-89  |
| Радентайн        | 157 — 207 | Ховентуд         | 87-93  | 70-114 |

## 1/8 финала
| Команда #1       | Разница   | Команда #2       | 1 игра | 2 игра |
| ---------------- | --------- | ---------------- | ------ | ------ |
| Стандарт         | 182 — 139 | Искра Свит       | 101-67 | 81-72  |
| Локомотив Загреб | 171 — 164 | Университет      | 96-82  | 75-82  |
| Полония Варшава  | 140 — 133 | Стяуа Бухарест   | 73-62  | 67-71  |
| Маккаби Т-А      | 151 — 173 | Парфенопа Наполи | 89-82  | 62-91  |
| АЕК Афины        | 190 — 128 | Сопрон Будапешт  | 86-49  | 104-79 |
| Виши             | 144 — 140 | Левски София     | 66-58  | 78-82  |
| Ховентуд         | 171 — 149 | Хельсинки        | 82-63  | 89-86  |

## 1/4 финала
| Команда #1       | Разница   | Команда #2       | 1 игра | 2 игра |
| ---------------- | --------- | ---------------- | ------ | ------ |
| Полония Варшава  | 159 — 174 | Динамо Тбилиси   | 77-82  | 82-92  |
| Локомотив Загреб | 164 — 191 | Парфенопа Наполи | 80-89  | 84-102 |
| Ховентуд         | 133 — 142 | АЕК Афины        | 87-68  | 46-74  |
| Стандарт         | 140 — 133 | Виши             | 95-95  | 53-78  |

## 1/2 финала
| Команда #1       | Разница   | Команда #2     | 1 игра | 2 игра |
| ---------------- | --------- | -------------- | ------ | ------ |
| Парфенопа Наполи | 174 — 152 | Динамо Тбилиси | 86-69  | 88-83  |
| Виши             | 143 — 134 | АЕК Афины      | 78-60  | 65-74  |

## Финал
| Команда #1       | Разница   | Команда #2 | 1 игра | 2 игра |
| ---------------- | --------- | ---------- | ------ | ------ |
| Парфенопа Наполи | 147 — 129 | Виши       | 60-64  | 87-65  |

## Победитель
| Победитель Кубка Кубков 1970 |
| ---------------------------- |
| Парфенопа Наполи 1-й титул   |